# Frank Götmark
Frank Arne Götmark, född 23 januari 1955 i Mölndal, är en svensk biolog och ekolog. Han var länge verksam som professor i ekologi vid institutionen för biologi och miljövetenskap vid Göteborgs universitet, där han numera är professor emeritus.

## Biografi
Götmark växte upp i Mölndal och utvecklade tidigt ett naturintresse med ett särskilt intresse för fåglar. Han avlade filosofie doktorsexamen 1987 och innehade mellan 2000 och 2024 en professur inom ekologisk zoologi och naturvårdsbiologi vid Göteborgs universitet.
Götmark har under olika delar av sitt yrkesliv haft olika forskningsfokus. Det inleddes med 20 års engagemang kring fåglars beteende, följt av två decennier där fokus låg på träd, skogar och naturvård. Från starten 2000 och fram till 2022 var han projektledare för Ekprojektet. Detta är ett långsiktigt forskningsprojekt vid Göteborgs universitet, med målet att förbättra kunskapen om blandskogar dominerade av ek (vanligt i Göteborgsområdet).
På senare år har Götmark varit aktiv inom demografiska sammanhang, där han bland annat gjort forskningsstudier om befolkning och överbefolkning. Bland annat har han varit aktiv inom det internationella forskningssamarbetet The Overpopulation Project. Han har även deltagit i debatter och medverkat i olika medier omkring befolkningsökningen och dess fara för civilisationen.
Götmark invaldes 2006 i Kungliga Vetenskaps- och Vitterhets-Samhället i Göteborg.